# Беттіна Циммерманн
Беттіна Циммерманн (нім. Bettina Zimmermann; нар. 31 березня 1975, с. Гросбургведель під Ганновером) — німецька модель, акторка кіно і телебачення.

## Біографія
Разом з батьками і двома старшими сестрами провела дитинство в сільській місцевості. Навчалася у середній школі Бурґведеля, а потім у середній школі ім. Лейбніца в Ганновері, яку закінчила в 1994 році.
Беттіна займалася спортивною гімнастикою, балетом, мала пристрасть до верхової їзди і танців, відвідувала музичну школу.
Навчалася акторської майстерності в Гамбурзі, паралельно працюючи моделлю (її зріст — 175 см). Почала зніматися в рекламних роликах: рекламувала каву, різних операторів мобільного зв'язку й інтернет-компанії. На власному сайті вона говорила про цей період як про «інвестицію у свою майбутню кар'єру».

### Кар'єра моделі і акторки
Після зйомок у рекламних роликах 1998 року переїхала до Беттіна, отримавши запрошення на роль другого плану у фільмі «Шалапутство», що вийшов на екрани 2000 року. 2000-го року Беттіна знялася у ролі першого плану у фільмі «Школа». 2001 року з'явилася у стрічці «Тариф на місячне сяйво».
Циммерманн стала з'являтися як у програмах приватних телеканалів Sat.1 і RTL, так і на громадсько-правовому каналі ЦДФ. Вона знімалася і в великих телевізійних постановках (наприклад, у ролі Анжеліки в історичному фільмі «Неприборкане серце»), і в дитячих телепрограмах. Без особливого успіху паралельно знімалася у німецькому кіно; найвідомішим фільмом з її участю стала кінокомедія «Еркан і Штефан проти сил темряви» (2002).
У 2001—2003 році співпрацює з дизайнером Маріоном Кляйнертом, котрий відкриває у грудні 2003 р. у Мюнхені бутик «Amber Lounge». У перервах між фільмами вона бере участь у розробці власної колекції одягу і ювелірних прикрас «Люкс 51». Цей період вона називає «Між Берліном і Мюнхеном», оскільки їй доводиться багато їздити між містами. 2007-го року, через брак часу, вона припиняє заняття своїм бутиком і повертається в Берлін. У жовтні 2008 року народила сина, який живе із нею у Берліні. З середини 2009 року, через рік після декретної відпустки, Циммерманн повертається до проєктів у кіно.
З 2002 по 2005 роки Циммерманн заручилася з коміком Ерканом Марія Мусляйтерном, з котрим познайомилась на зйомках «Еркана і Штефана». А з 2005 року вона зустрічалася з актором Олівером Бербеном.
2009 року Циммерманн знялася в німецькому телефільмі «Фатальні дні в Бангкоці» (Schicksalstage in Bangkok), у якому виконала роль Джун ван Дриль.
2011 року Беттіна Циммерманн бере участь у рекламній кампанії дому моди «Comma», є обличчям цього дому моди. Також цього року вона знімається у різних телепроєктах, а також у фільмах для телебачення, зокрема, у фільмі «Бермудський трикутник в Північному морі» (вересень 2011 року).
2012 року вона бере участь у рекламній кампанії літньої колекції дому моди «Comma». Також знімається у одній із головних ролей у фільмі міжнародної групи кінокомпаній «Rai Uno Tankini Mille Una Notte», подробиці чого вона тримає у секреті.

### Приватне життя
Дуже дорожить сім'єю (це спричинило припинення участі в роботі бутика модного одягу і коштовностей у Мюнхені). Неодружена, живе у Берліні із сином від Олівера Бербена. 
Називає себе шанувальницею тварин, має власну стайню і собаку породи лабрадор. Із цієї причини Циммерманн протягом багатьох років дотримується вегетаріанських звичок.

## Фільмографія
- 1998: Doppeltes Spiel mit Anne (нім. «Подвійна гра з Анною»)
- 1999: Todsünden — die zwei Gesichter einer Frau (нім. «Смертні гріхи — дві сутності однієї жінки»), (TV)
- 2000: Fisimatenten (нім. «Шалапутство»)
- 2000: Schule (нім. «Школа»)
- 2001: Eine Hochzeit und (k)ein Todesfall (нім. «Весілля і Похорони (без небіжчика)»), (TV)
- 2001: Bronski & Bernstein (Євреї: Бронський і Бернштейн), (TV)
- 2001: Kleiner Mann sucht großes Herz (нім. «Маленька людина у пошуках великого серця»), (TV)
- 2001: Viktor Vogel — Commercial Man (нім. «Віктор Фогель — підприємець»)
- 2001: Who is Who
- 2001: Mondscheintarif (нім. «Тариф на місячне сяйво»)
- 2002: Erkan & Stefan gegen die Mächte der Finsternis (нім. «Еркан і Штефан проти сил темряви»)
- 2002: Sektion — die Sprache der Toten (нім. «Секція: мова мертвих»), (TV)
- 2002: Geliebte Diebin (нім. «Коханка-злодійка»), (TV)
- 2002: Vaya con Dios
- 2003: Triell
- 2003: Das unbezähmbare Herz (нім. «Неприборкане серце»), (TV)
- 2003: Alarm für Cobra 11: Feuer und Flamme (нім. Спецзагін «Кобра 11») (TV-Serie)
- 2004: Apokalypse Eis (англ. Post Impact., укр. Після апокаліпсису)
- 2004: Vernunft & Gefühl (нім. Розум і емоції), (TV)
- 2005: Löwenzahn — Der Film: Die Reise ins Abenteuer (нім. Кульбабка — Фільм: Подорож у пригоду), (TV)
- 2005: Die Luftbrücke — Nur der Himmel war frei (нім. Повітряний міст: небо було ясним), (TV)
- 2005: Es war Mord, und ein Dorf schweigt (нім. Убивство в тихому селі), (TV)
- 2005: Wen die Liebe trifft (нім. Щира любов)
- 2005: Mauer des Schweigens (нім. Стіна мовчання)
- 2006: Die Sturmflut (нім. Штормова хвиля), (TV)
- 2006: Тачки (голос Саллі)
- 2007: 2030 — Aufstand der Alten (нім. Повстання древніх), (TV)
- 2007: Unter Mordverdacht — Ich kämpfe um uns (нім. За підозрою у вбивстві: епізод «Я борюся за нас»), (TV)
- 2007: Vermisst — Liebe kann tödlich sein (нім. Зникли безвісти: епізод «Любов може вбити»), (TV)
- 2007: Mordshunger (нім. Убивство голодом), (TV)
- 2008: Панда Кунг-Фу (голос Тигриці)
- 2008: Die Jagd nach dem Schatz der Nibelungen (нім. Полювання на скарби нібелунгів), (TV)
- 2008: Mein Herz in Chile (нім. Чилі — любов моя) (TV)
- 2008: Мисливці за скарбами (англ. Lost City Raiders)(TV)
- 2009: Wüstenblume (нім. Квітка пустелі, голос Варіс Дірі)
- 2009: Schicksalstage in Bangkok (нім. Фатальний день в Бангкоку), (TV)
- 2009: 2030 — Aufstand der Jungen (нім. Повстання малюків), (TV)
- 2009: Shoot the Duke (англ. Застрелити герцога)
- 2010: Die Jagd nach der Heiligen Lanze (нім. Полювання на Спис Долі), (TV)
- 2010: Deckname Annett (нім. Код: «Аннетт»)(TV)
- 2011: Die Verführung — Das fremde Mädchen (нім. Спокуса: епізод «Дивна дівчина»), (TV)
- 2011: Панда Кунг-Фу 2 (голос Тигриці)
- 2011: Тачки 2 (голос Саллі)
- 2011: Bermuda-Dreieck Nordsee (нім. Бермудський трикутник у Північному морі), (TV)
- 2011: Familie macht glücklich (нім. Сім'я робить вас щасливим), (TV)
- 2012: Die Jagd nach dem Bernsteinzimmer (нім. Полювання на Бурштинову кімнату)

## Нагороди
- 2002: Maxim — номінація «Жінка року»
- 2003: New Faces Award (нім.) — «Найкраща молода акторка» за фільм Еркан і Штефан проти сил темряви
- 2003: Jupiter (нім.) — «Найкраща телевізійна акторка» У серіалі «Geliebte Diebin» («Коханка-злодійка»)
- 2006: Maxim — Жінка року (Movie National)
- 2006: DIVA-Award (нім.) — «Найкраща акторка року» (колегіальне рішення)